# Henri de Roisin
Pour les articles homonymes, voir Roisin (homonymie).
Le baron Baudry-Ghislain-Adrien-Henri de Roisin, né le 23 septembre 1787 au château de Rongy et mort le 21 mars 1846 au château de  Rongy, est un général et homme politique néerlandais. 

## Biographie
Henri de Roisin est le fils de Baudry, baron de Roisin, officier au service de l'Autriche, chambellan du roi des Pays-Bas, seigneur, maire et bourgmestre de Rongy, et de Flore de Rodoan. Sa sœur épouse Antoine Reinhard Falck.
Major de cavalerie et aide de camp du roi des Pays-Bas, puis lieutenant-colonel aux dragons légers, il est élu membre de la seconde Chambre des États généraux du royaume des Pays-Bas pour la province de Hainaut de 1823 à 1830.
Colonel d'état-major du prince d'Orange, puis général-major de cavalerie au service du roi des Pays-Bas jusqu'en 1839, il quitte alors le service et devient bourgmestre de Rongy.

## Sources
- Jan Rudolf Thorbecke, Het Thorbecke-Archief, 1798-1872, Het Historisch Genootschap, 1967
- Felix-Victor Goethals, Dictionnaire généalogique et héraldique des familles nobles du Royaume de Belgique: N - Z. Table, Volume 4, olack-Duvivier, 1852
- Andrée Scufflaire, Aux armées impériales, Henri de Roisin (1806-1813), 1954